# آخوندک آراسته فیلیپین
آخوندک آراسته فیلیپین (نام علمی: Compsomantis mindoroensis) نام یک گونه از سرده آخوندک‌های آراسته است.